# Sjevtsjenkove
Sjevtsjenkove (Oekraïens: Шевче́нкове, IPA: [ˈʃɛu̯tʃenkowe]ⓘ) is een dorp in Raion Izmajil van Oblast Odessa van Oekraïne. Het behoort tot de stedelijke hromada van Kiliia, een van de hromada's van Oekraïne. Het ligt op 63 km van het raioncentrum en op 28 km van het spoorwegstation van Dzinilor. Het grondgebied heeft een vlakke topografie. Een groot cluster van waterlichamen in de Donau- en noordelijke Zwarte Zeebekkens is geconcentreerd binnen een straal van 30 km. Volgens de volkstelling van 2001 woonden 5.625 inwoners in het dorp, het grondgebied is 6,37 km² (landbouwgrond - 98,68 km²), en volgens beide indicatoren is het het grootste dorp in het district.
Het dorp werd in 1790 gesticht als een Karamahmet-sloboda van het Ottomaanse Rijk. Omgedoopt tot Sjevtsjenkove-dorp 14 november 1945 ter ere van de dichter-kobzar Taras Sjevtsjenko. Met ingang van 17 juli 2020 werd Sjevtsjenkove, als onderdeel van de administratieve hervorming in Oekraïne, onderdeel van het Raion Izmajil na de afschaffing van het Raion Kilija.

## Foto's

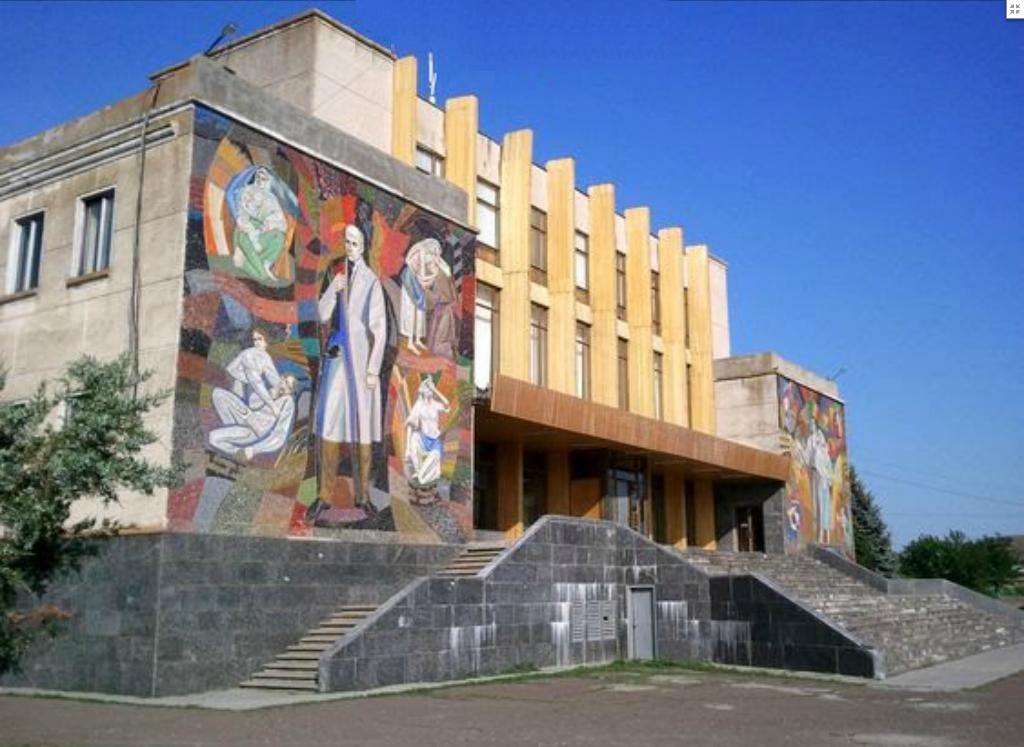
Kulturhus
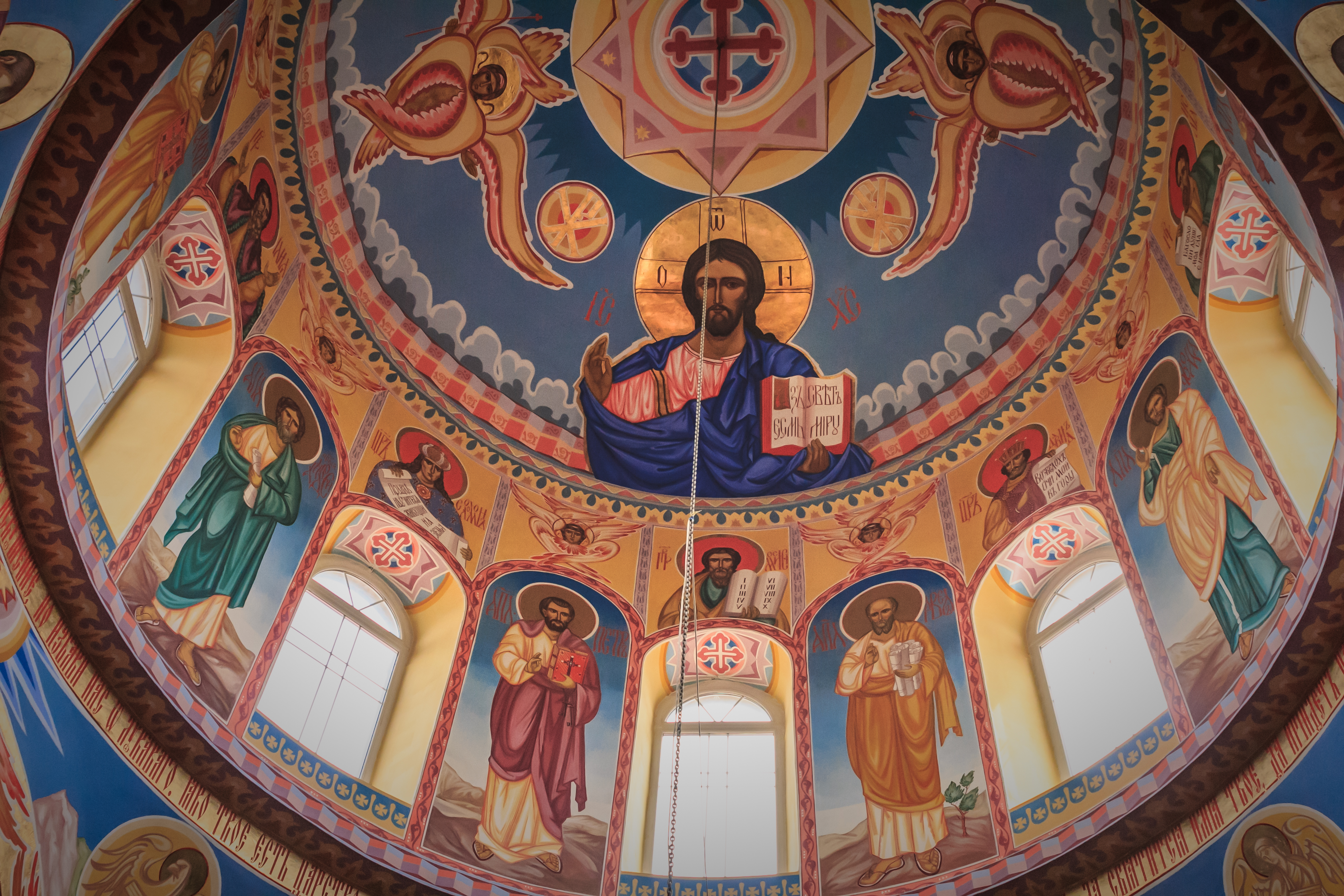
De koepel van de tempel Heilige Johannes (sinds 2023 — Oekraïens-Orthodoxe Kerk)
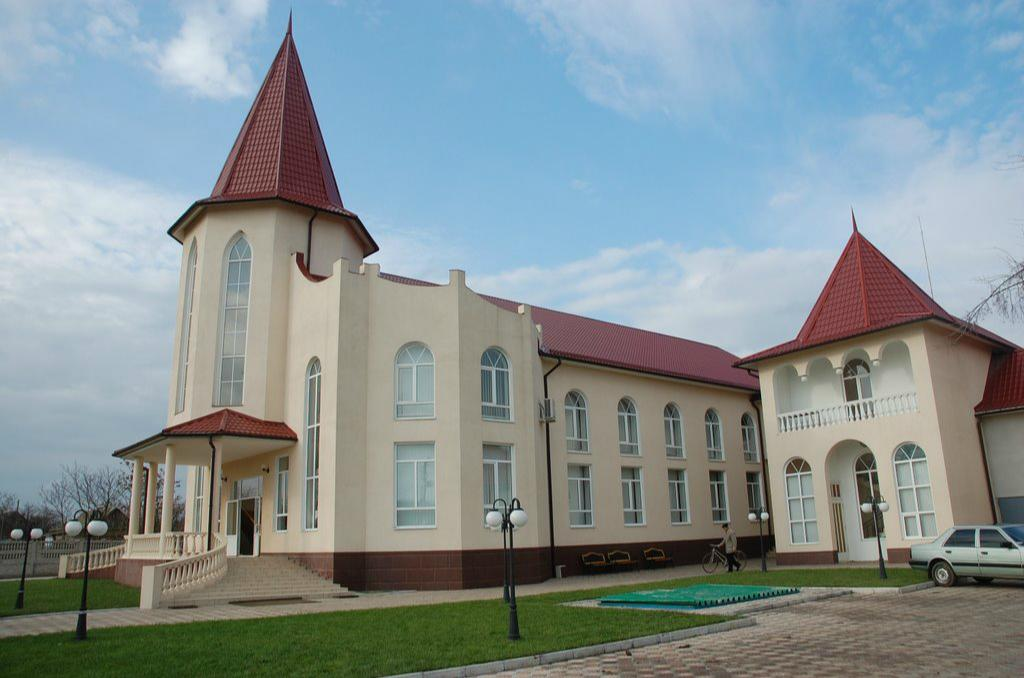
Gevel van de baptistenkerk, ook wel bekend als het huis van het evangelie

## Geschiedenis
In 1776, naast het landgoed van de generaal van het Ottomaanse leger, Kara Mahmet (Osmaans: Kara Mehmet), aan de oever van de Techia-stroom, verscheen de eerste Oekraïense nederzetting, gesticht door Kozakkenfamilies uit Zaporozka Sitsj. Op 23 april [O.S. 12 april] 1790 werd de nederzetting omgevormd tot sloboda. In 1812, na het Verdrag van Boekarest, werd het een deel van de Bessarabische oblast van het Keizerrijk Rusland. In 1856, volgens de resultaten van het Verdrag van Parijs, werd het schikking onderdeel van staten onder suzereiniteit van het Ottomaanse Rijk: Vorstendom Moldavië (1856–1859), Verenigde Vorstendommen Moldavië en Walachije (1859–1862), Roemeense Verenigde Vorstendommen (1862–1866), Vorstendom Roemenië (1866–1878). Sloboda werd een dorp en er werden arbeidsverplichtingen en belastingen ingevoerd voor de inwoners. In 1878, volgens het Verdrag van Berlijn, keerde het dorp terug naar het Gouvernement Bessarabië van het Keizerrijk Rusland, en het Vorstendom Roemenië werd onafhankelijk. In 1917, na de Uiteenvallen van de Keizerrijk Rusland, werd het dorp onderdeel van de zelfverklaarde Democratische Republiek Moldavië, gevormd in het voormalige Gouvernement Bessarabië. In 1918 introduceerde het Koninkrijk Roemenië Roemeense troepen in het Gouvernement Bessarabië (inclusief het dorp) en werd besloten om Bessarabië aan te sluiten bij het Koninkrijk Roemenië. Volgens het Molotov-Ribbentroppact annexeerde de Sovjet-Unie in 1940 Bessarabië bij de Sovjet-Unie en behoorde het dorp tot de Oekraïense sovjetrepubliek. In 1941, na de start van Operatie Barbarossa door de fascisten, werd het dorp bezet door het Koninkrijk Roemenië. In 1944, tijdens het tweede Jassy-Kishinev-offensief, bevrijdde het Sovjetleger het dorp van de fascisten, en 14 november 1945 werd het omgedoopt tot Sjevtsjenkove. In 1991, na het uiteenvallen van de Sovjet-Unie, werd het dorp onderdeel van Oekraïne.

## Bevolking
Verdeling van de bevolking naar moedertaal
Volgens de volkstelling van 2001 was de meerderheid van de bevolking van Sjevtsjenkove Oekraïens sprekend (96,85%).